# 匈牙利国家博物馆

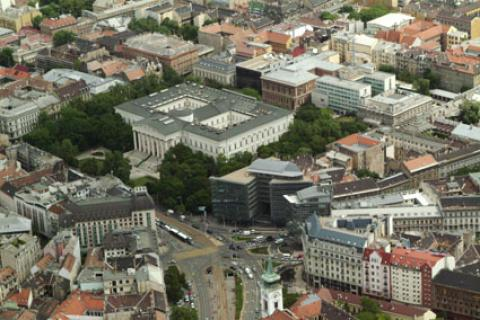
加尔文广场和匈牙利国家博物馆

匈牙利国家博物馆（匈牙利语：Magyar Nemzeti Múzeum）位于布达佩斯第八区博物馆环路14-16号，新古典主义风格，建于1837-47年，建筑师米哈依·波拉克。 

## 历史
1802年，费伦茨·塞切尼伯爵建立了图书馆。他的妻子捐赠了一些矿物。1807年，匈牙利国民议会立法成立博物馆，要求国家拨款。1832年-1834年匈牙利国会投票通过给予五十万，建造博物馆大楼。在此期间，匈牙利国家博物馆下属的匈牙利国家历史博物馆正式成立。1846年，博物馆搬到第八区目前的位置。

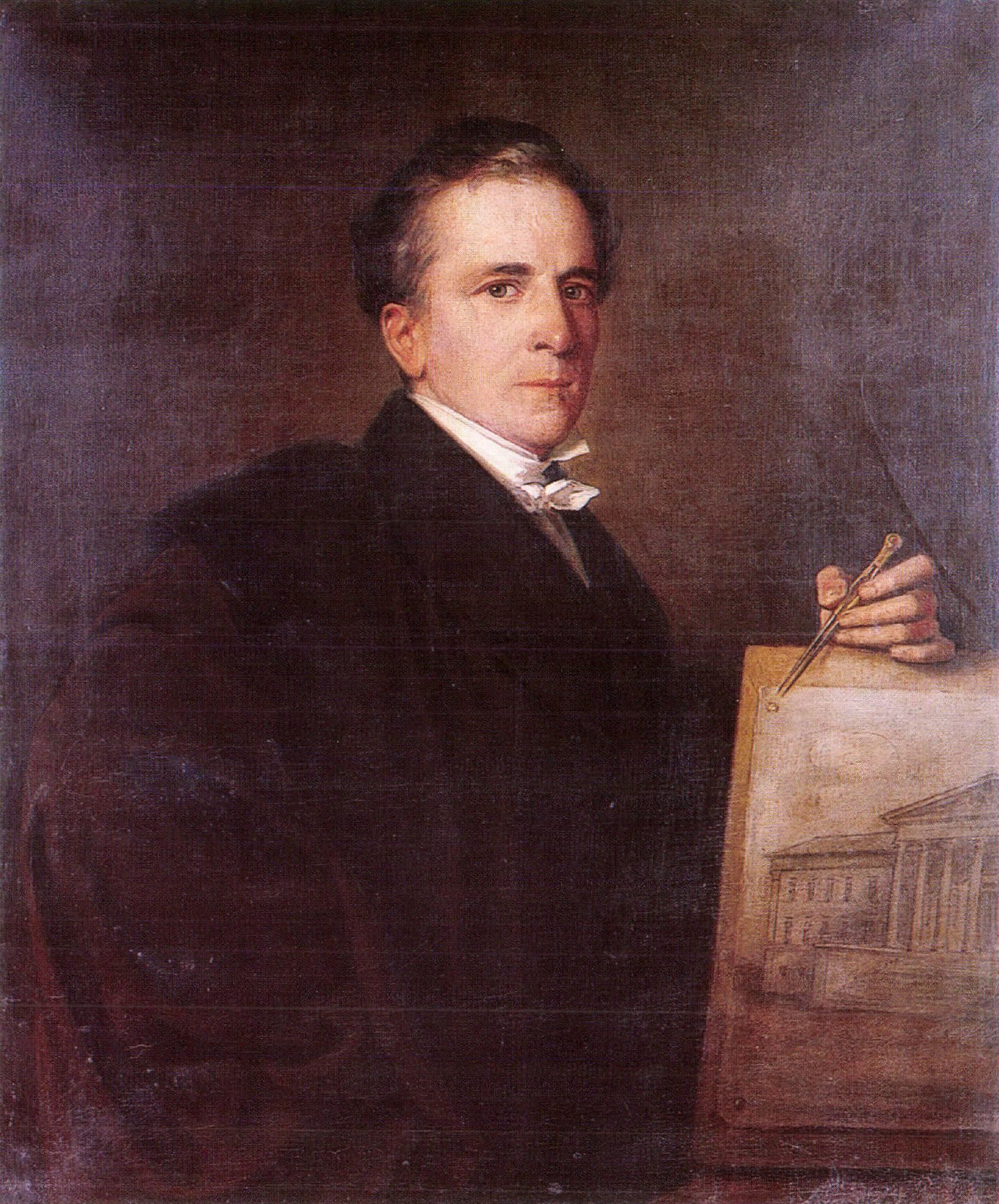
建筑师米哈依·波拉克

在1848年匈牙利革命中，匈牙利国家博物馆发挥了重要作用。这次革命部分是由于阅读博物馆台阶上裴多菲的名诗民族颂（Nemzeti dal）所推动。为纪念这次革命，增加了亚诺什·奥洛尼János Arany和裴多菲的雕塑。今天，每年纪念1848年革命的活动仍在博物馆前举行。
匈牙利国家博物馆有七个永久展览，展览匈牙利各历史时期的文物。